# Orlando City SC
Az Orlando City egy amerikai labdarúgócsapat, amelynek székhelye a Florida állambeli Orlando városában található. A klubot 2013. november 19-én alapították és 2015 óta az észak-amerikai első osztályban, a Major League Soccer-ben szerepel. Phil Rawlins és Flávio Augusto da Silva felvásárolta az USL Pro-ban szereplő Orlando City Soccer Clubot és így jött létre a jelenlegi együttes.
A város első csapata lett az MLS-ben, mivel a Miami Fusion FC és Tampa Bay Mutiny már nem szerepel az első osztályban.

## Játékoskeret
2023. február 22. szerint.
| #  |     | Poszt | Név                                                          |
| -- | --- | ----- | ------------------------------------------------------------ |
| 1  | PER | K     | Pedro Gallese                                                |
| 3  | BAR | V     | Rafael Santos                                                |
| 5  | URU | KP    | César Araújo                                                 |
| 6  | SWE | V     | Robin Jansson                                                |
| 7  | ARG | CS    | Ramiro Enrique                                               |
| 8  | BRA | KP    | Felipe Martins                                               |
| 9  | AUT | CS    | Ercan Kara                                                   |
| 10 | URU | KP    | Mauricio Pereyra                                             |
| 11 | ARG | KP    | Martín Ojeda                                                 |
| 13 | USA | CS    | Duncan McGuire                                               |
| 14 | GHA | CS    | Shakur Mohammed                                              |
| 15 | ARG | V     | Rodrigo Schlegel                                             |
| 16 | PER | KP    | Wilder Cartagena (kölcsönben az Al-Ittihad Kalba csapatától) |
| 17 | URU | CS    | Facundo Torres                                               |
| 20 | CAN | V     | Luca Petrasso                                                |

| #  |     | Poszt | Név                                             |
| -- | --- | ----- | ----------------------------------------------- |
| 22 | ARG | CS    | Gastón González                                 |
| 23 | ISL | KP    | Dagur Dan Þórhallsson                           |
| 24 | USA | V     | Kyle Smith                                      |
| 25 | BRA | V     | Antônio Carlos                                  |
| 26 | USA | V     | Michael Halliday                                |
| 27 | USA | CS    | Jack Lynn                                       |
| 28 | KEN | V     | Abdi Salim                                      |
| 30 | USA | V     | Alex Freeman                                    |
| 31 | USA | K     | Mason Stajduhar                                 |
| 32 | PUR | CS    | Wilfredo Rivera                                 |
| 68 | USA | V     | Thomas Williams                                 |
| 77 | COL | CS    | Iván Angulo (kölcsönben a Palmeiras csapatától) |
| 95 | USA | KP    | Favian Loyola                                   |
| 99 | USA | K     | Adam Grinwis                                    |

## Vezetőedzők
- Adrian Heath (2014. november 21. – 2016. július 6.)
- Bobby Murphy (2016. július 7. – 2016. július 23.) (megbízott)
- Jason Kreis (2016. július 24. – 2018. június 15.)
- Bobby Murphy (2018. június 16. – 2018. július 1.) (megbízott)
- James O'Connor (2018. július 2. – 2019. október 7.)
- Óscar Pareja (2019. december 4. – jelenleg is)

## Sikerlista
- US Open Cup
  - Győztes (1): 2022

## További hivatkozások
- Hivatalos honlapja